# Audi Melbourne Pro Tennis Classic 2014
L'Audi Melbourne Pro Tennis Classic 2014 è stato un torneo di tennis facente parte della categoria ITF Women's Circuit nell'ambito dell'ITF Women's Circuit 2014. Il torneo si è giocato a Indian Harbour Beach in USA dal 28 aprile al 4 maggio 2014 su campi in terra verde del Kiwi Tennis Club e aveva un montepremi di $50,000.

## Partecipanti

### Teste di serie
| Nazionalità   | Giocatrice                | Ranking* | Testa di serie |
| ------------- | ------------------------- | -------- | -------------- |
| Nuova Zelanda | Marina Eraković           | 63       | 1              |
| Portogallo    | Michelle Larcher de Brito | 121      | 2              |
| Stati Uniti   | Melanie Oudin             | 132      | 3              |
| Paraguay      | Verónica Cepede Royg      | 139      | 4              |
| Stati Uniti   | Irina Falconi             | 144      | 5              |
| Stati Uniti   | Grace Min                 | 146      | 6              |
| Kazakistan    | Julija Putinceva          | 151      | 7              |
| Stati Uniti   | Allie Kiick               | 159      | 8              |

- Ranking al 21 aprile 2014.

### Altre partecipanti
Giocatrici che hanno ricevuto una wild card:
- Josie Kuhlman
- Sanaz Marand
- Asia Muhammad
- Allie Will

Giocatrici che sono passate dalle qualificazioni:
- Samantha Crawford
- Ulrikke Eikeri
- Dia Evtimova
- Elise Mertens
- Ellie Halbauer (lucky loser)

Giocatrici che hanno ricevuto un entry come special exempt:
- Taylor Townsend

## Vincitrici

### Singolare
Taylor Townsend ha battuto in finale  Julija Putinceva con il punteggio di 6–1, 6–1

### Doppio
Asia Muhammad /  Taylor Townsend hanno battuto in finale  Jan Abaza /  Sanaz Marand con il punteggio di 6–2, 6–1